# Confédération des syndicats chrétiens
Pour les articles homonymes, voir CSC.
La Confédération des syndicats chrétiens, ou CSC (en néerlandais : Algemeen Christelijk Vakverbond, ou ACV), est une confédération syndicale belge. Elle est la principale organisation syndicale du pays en nombre d'adhérents et de voix aux élections syndicales.

## Historique
Son origine remonte au XIXe siècle, dans la foulée de la révolution industrielle. À cette époque, les conditions de travail sont épouvantables. C'est dans ce contexte que naîtra le syndicalisme chrétien.
Le 4 mars 1857 est créée à Gand la Broederlijke Maatschappij der Wevers (Association fraternelle des tisserands) et un mois plus tard la Maatschappij der Noodlijdende Broeders (Association des frères dans le besoin). Ces premiers syndicats adoptent une attitude modérée et se concentrent sur la défense d'intérêts purement professionnels. Ils sont ouverts à tous les ouvriers, quelles que soient leurs convictions politiques ou philosophiques.
Très rapidement, une minorité radicale se rallie aux idées socialistes montantes, qui prônent la lutte des classes pour atteindre l'égalité et la justice. Ceux qui ne se rallient pas à leurs conceptions vont fonder en décembre 1886, l'Antisocialistische Katoenbewerkersbond (ligue anti-socialiste des ouvriers du coton). Leur stratégie est la collaboration entre les classes plutôt que la lutte des classes.
Dans d'autres professions aussi, les ouvriers commencent à s'organiser. La bourgeoisie catholique et la hiérarchie de l'Église voulaient rassembler patrons et travailleurs en une seule association. Naissent ainsi de nombreuses sections professionnelles mixtes au sein de guildes et de cercles ouvriers patronnés par la bourgeoisie. Mais, progressivement, les associations professionnelles mixtes cèdent la place à de véritables syndicats indépendants, regroupant uniquement des ouvriers. Ce processus atteint vers 1900 un point de non-retour. Le mouvement syndical chrétien peut alors véritablement démarrer.
Le 1er août 1904, sous l'impulsion d'un jeune dominicain, le père Rutten, le Secrétariat Général des Unions Professionnelles Chrétiennes est mis en place. De nombreux syndicats voient le jour et en 1904, on compte 115 syndicats chrétiens totalisant près de 15 000 membres. En juillet 1913, les chiffres sont passés à plus de 1 300 organisations regroupant plus de 100 000 membres.
En décembre 1908 naît le (Vlaams) Verbond der Christene Beroepsverenigingen (Ligue flamande des unions professionnelles). En juin 1909, la Confédération des syndicats chrétiens et libres des provinces wallonnes voit le jour. En juin 1912, on décide de fusionner les deux fédérations régionales en une seule confédération nationale, la Confédération générale des syndicats chrétiens et libres de Belgique (en néerlandais Algemeen Christelijk Vakverbond). Gustaaf Eylenbosch devient le premier président de la CSC.
La CSC est donc l’une des trois organisations syndicales avec la Fédération générale du travail de Belgique (FGTB) et la Centrale Générale des Syndicats Libéraux de Belgique (CGSLB) reconnues dès le projet d’accord de solidarité sociale de 1944 résultant d’une longue négociation des partenaires sociaux.
Ce projet d’accord, architecture fondamentale du paysage syndical belge, était basé sur une philosophie de paix sociale reposant sur les principes suivants : 
- La reconnaissance réciproque des organisations patronales et syndicales comme fondement de la paix sociale et d’une collaboration loyale ;
- L’amélioration des conditions d’existence de la population dans son ensemble grâce à la prospérité économique comme but commun de la collaboration ;
- La bonne marche des entreprises qu’il s’agit de favoriser grâce à la prospérité économique ;
- La répartition jugée équitable du revenu issu d’une production croissante qui doit être garantie par l’institutionnalisation de la négociation collective (ou paritaire) et de la sécurité sociale ;
- Un partage des gains de productivité qui doit se faire au niveau de la branche (ou du secteur de production)[9].

Au début des années 1980, la CSC est discrêtement associée au groupe de Poupehan, désignant quatre responsables financiers, syndicaux et politiques "conscients de l’état catastrophique de l’économie belge", qui se mirent d'accord au cours du week-end du 22 février 1982 pour dévaluer le franc belge de 8,5 % par rapport au deutsche mark, "en dehors de tout cadre institutionnel" et surtout "contre l’avis du gouverneur de la Banque nationale de Belgique. Tous les quatre ont "testé les mesures socio-économiques d'accompagnement" en prévision d'un "un véritable choc" économique et politique. Le journaliste journaliste d'investigation Hugo De Ridder a révélé en 1991 l'existence de ces discussions secrètes à Poupehan.
Pour éviter  de renchérir l’inflation des importations libellées dans une devise étrangère, ils décident de contrôler les prix via des mesures annexes, comme un blocage des prix et des salaires, et ainsi "empêcher une poussée d’inflation" alors qu'elle est déjà proche de 10%. Ces réunions secrètes sont tenues entre Jef Houthuys, président de la Confédération belge des syndicats chrétiens (CSC), le Premier ministre Wilfried Martens, son chef de cabinet adjoint Fons Verplaetse, et le banquier Hubert Detremmerie,, dans la résidence secondaire de Hubert Detremmerie<, au village de Poupehan et ce dernier utilise secrètement des données de l'ordinateur de la Banque nationale de Belgique pour effectuer les simulations macroéconomiques.

## Structure

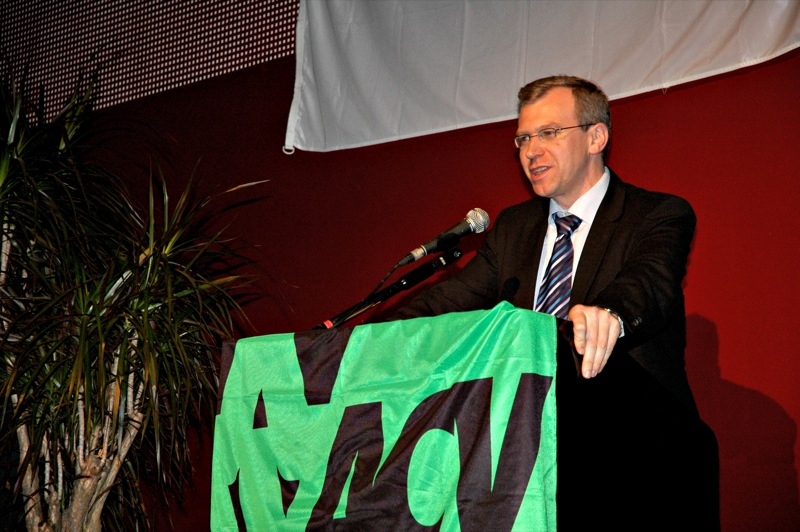
Yves Leterme en 2006

L'organisation la CSC s'appuie sur deux piliers: le pilier professionnel (centrales) et le pilier interprofessionnel (fédérations). L'affiliation de chaque membre est fondée sur deux critères: son lieu  de travail et son domicile. L'action syndicale dans l'entreprise relève du pilier professionnel et l'action syndicale sur le plan local relève du pilier interprofessionnel. On peut être militant dans l'entreprise et sur le plan local. De ce fait, la CSC possède une structure fédérale interprofessionnelle plus forte que les autres organisations syndicales.

### Direction
| Années              | Président,             |
| ------------------- | ---------------------- |
| 1912 - 1914         | Gustaaf Eylenbosch     |
| 1914 - 1919         | Hendrik Heyman         |
| 1919 - 1921         | René Debruyne          |
| 1921 - 1923         | Evarist Van Quaquebeke |
| 1923 - 1932         | René Debruyne          |
| 1932 - 1946         | Henri Pauwels          |
| 1946 - 1968         | August Cool            |
| 1968 - 1987         | Jef Houthuys           |
| 1987 - 1999         | Willy Peirens          |
| 1999 - 2011         | Luc Cortebeeck         |
| 2012 - 2024         | Marc Leemans           |
| 2024 - actuellement | Ann Vermorgen          |

| Années              | Secrétaire général     |
| ------------------- | ---------------------- |
| 1912 - 1919         | Georges Rutten         |
| 1919 - 1921         | Evarist Van Quaquebeke |
| 1921 - 1932         | Henri Pauwels          |
| 1932 - 1946         | August Cool            |
| 1946 - 1972         | Louis Dereau           |
| 1973 - 1991         | Robert D'Hondt         |
| 1991 - 2006         | Josly Piette           |
| 2006 - 2014         | Claude Rolin           |
| 2014 - actuellement | Marie-Hélène Ska       |

| Années      | Aumônier          |
| ----------- | ----------------- |
| 1919 - 1927 | Georges Rutten    |
| 1927 - 1930 | Jan Belpaire      |
| 1931 - 1952 | Maurice Ketels    |
| 1952 - 1969 | Armand De Smet    |
| 1970 - 1986 | Theo Ceurvelt     |
| 1986 - 1991 | Roger Defrijn     |
| 1991 -      | Pierre Vanderberg |